# Архиепархия Мадурая
Архиепархия Мадурая (лат. Archidioecesis Madhuraiensis) — архиепархия Римско-Католической церкви c центром в городе Мадурай, Индия. В митрополию Мадурая входят епархии Диндигула, Коттара, Кужитурая, Палаямкоттаи, Тируччираппалли, Тутикорины, Шиваганги. Кафедральным собором архиепархии Мадурая является церковь Пресвятой Девы Марии.

## История
8 января 1938 года Папа Римский Пий XI учредил епархию Мадуры, выделив её из епархии Тричинополи (сегодня — Епархия Тируччираппалли). В этот же день епархия Мадуры вошла в митрополию Бомбея.
21 октября 1950 года Конгрегация пропаганды веры выпустила декрет «Cum post rerum», которым переименовала епархию Мадуры в епархию Мадурая.
19 сентября 1953 года Папа Римский Пий XII издал буллу «Mutant res», которой возвёл епархию Мадурая в ранг архиепархии.
В следующие годы архиепархия Мадурая передала часть своей территории для возведения новых церковных структур:
- 17 мая 1973 года — епархии Палаямкоттаи;
- 3 июля 1987 года — епархии Шиваганги;
- 10 ноября 2003 года — епархии Диндигула.

## Ординарии архиепархии
- архиепископ John Peter Leonard (8.01.1938 — 13.04.1967);
- архиепископ Justin Diraviam (13.04.1967 — 3.12.1984);
- архиепископ Casimir Gnanadickam (3.12.1984 — 26.01.1987) — назначен архиепископом Мадраса и Мелапора;
- архиепископ Marianus Arokiasamy (3.07.1987 — 22.03.2003);
- архиепископ Peter Fernando (22.03.2003 — 26.07.2014);
- архиепископ Anthony Pappusamy (26.08.2014 — 4.11.2024, в отставке);
  - епископ Antonysamy Savarimuthu[1] (4.11.2024 — 5.07.2024 — апостольский администратор);
- архиепископ Antonysamy Savarimuthu (5.07.2024 — по настоящее время).